# Ellipteroides (Progonomyia) zionicola
Ellipteroides (Progonomyia) zionicola is een tweevleugelige uit de familie steltmuggen (Limoniidae). De soort komt voor in het Nearctisch gebied.